# Andreas O'Reilly von Ballinlough
Andreas O'Reilly von Ballinlough (Ballinlough, 3 agosto 1742 – Vienna, 5 luglio 1832) è stato un generale austriaco di origini irlandesi.

## Biografia

### I primi anni e l'inizio della carriera militare al servizio del Sacro Romano Impero
Andrew O'Reilly nacque nel castello di Ballinlough, nella Contea di Roscommon, in Irlanda. Suo fratello, Hugh, venne creato baronetto di Ballinlough nel 1795, ed alla morte del loro zio materno John Nugent, assunse per licenza reale anche il cognome di Nugent (vedi Baronetti Nugent). La loro sorella Margaret, sposò Richard Talbot e, da vedova, venne creata Baronessa Talbot di Malahide nel 1831.
All'età di 14, nel 1756, entrò come volontario al servizio del Sacro Romano Impero e combatté nella Guerra dei Sette anni. Durante la Guerra di Successione bavarese, ottenne la promozione al rango di maggiore. Nel 1784 sposò la contessa tedesca Barbara von Sweerts und Sporck (1760–1834), discendente di una nobile famiglia della Boemia. In quello stesso anno venne inoltre elevato al rango di tenente colonnello. Nel 1787 venne nobilitato egli stesso al rango di conte nell'ambito del Sacro Romano Impero, ma col predicato del villaggio d'origine. Nel 1790, durante la guerra contro i turchi, venne promosso al rango di colonnello ed ottenne il comando del 13º reggimento di cavalleggeri Modena che guidò nell'Assedio di Belgrado sul finire del 1789.

### Le guerre rivoluzionarie francesi
O'Reilly venne promosso maggiore generale durante la Guerra della Prima coalizione nel 1794. Seppe distinguersi nella Battaglia di Amberg del 24 agosto 1796. Nella Prima battaglia di Zurigo del 4 giugno 1799, guidò una brigata nell'ala sinistra del barone Friedrich von Hotze. Il suo comando era composto di un battaglione del 9º reggimento di fanteria Peterwardeiner, tre battaglioni del 20º reggimento di fanteria Kaunitz, due squadroni del 6º reggimento dragoni Coburg e due squadroni di ussari. Venne trasferito nell'armata del generale Michael von Melas in Italia e ricevette la promozione a Feldmaresciallo luogotenente il 6 marzo 1800.

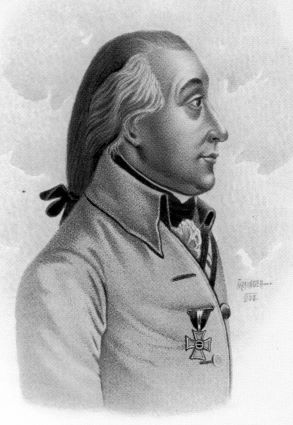
Peter Karl Ott von Bátorkéz, che ordinò a O'Reilly di difendere Casteggio.

Napoleone Bonaparte invase l'Italia attraverso il Passo del Gran San Bernardo nel maggio del 1800 ed assediò Milano il 2 giugno. Reagendo alla sorpresa dell'offensiva francese, Melas ordinò a O'Reilly di prendere 3.000 uomini ed un convoglio di artiglieria per difendere Piacenza. L'esercito austriaco sperava di utilizzare Piacenza come base per lanciare un contrattacco verso Milano. Durante quello stesso periodo, però, Piacenza cadde nelle mani dei francesi prima che O'Reilly potesse raggiungerla. Il 6 giugno, dopo un combattimento di undici ore, riuscì a salvare il convoglio d'artiglieria ed a ritirarsi verso ovest.
Alla Battaglia di Montebello del 9 giugno, Peter Karl Ott von Bátorkéz ordinò ad O'Reilly di mantenere il controllo del villaggio di Casteggio con sei battaglioni e quattro squadroni. Quando Jean Lannes avanzò durante quella mattinata, Ott aveva ricevuto ordini superiori di non entrare in scontro diretto coi francesi ma già quando vide gli uomini di O'Reilly contrattaccare non fu in grado di rispettare il consiglio del capo dello staff Anton von Zach ed ordinò al suo corpo d'armata di attaccare. O'Reilly difese Casteggio strenuamente per ore contro i francesi. Coi rinforzi di Claude Perrin Victor, alla fine i francesi riuscirono a conquistare la città alta e Ott richiamò O'Reilly a coprirgli la ritirata.

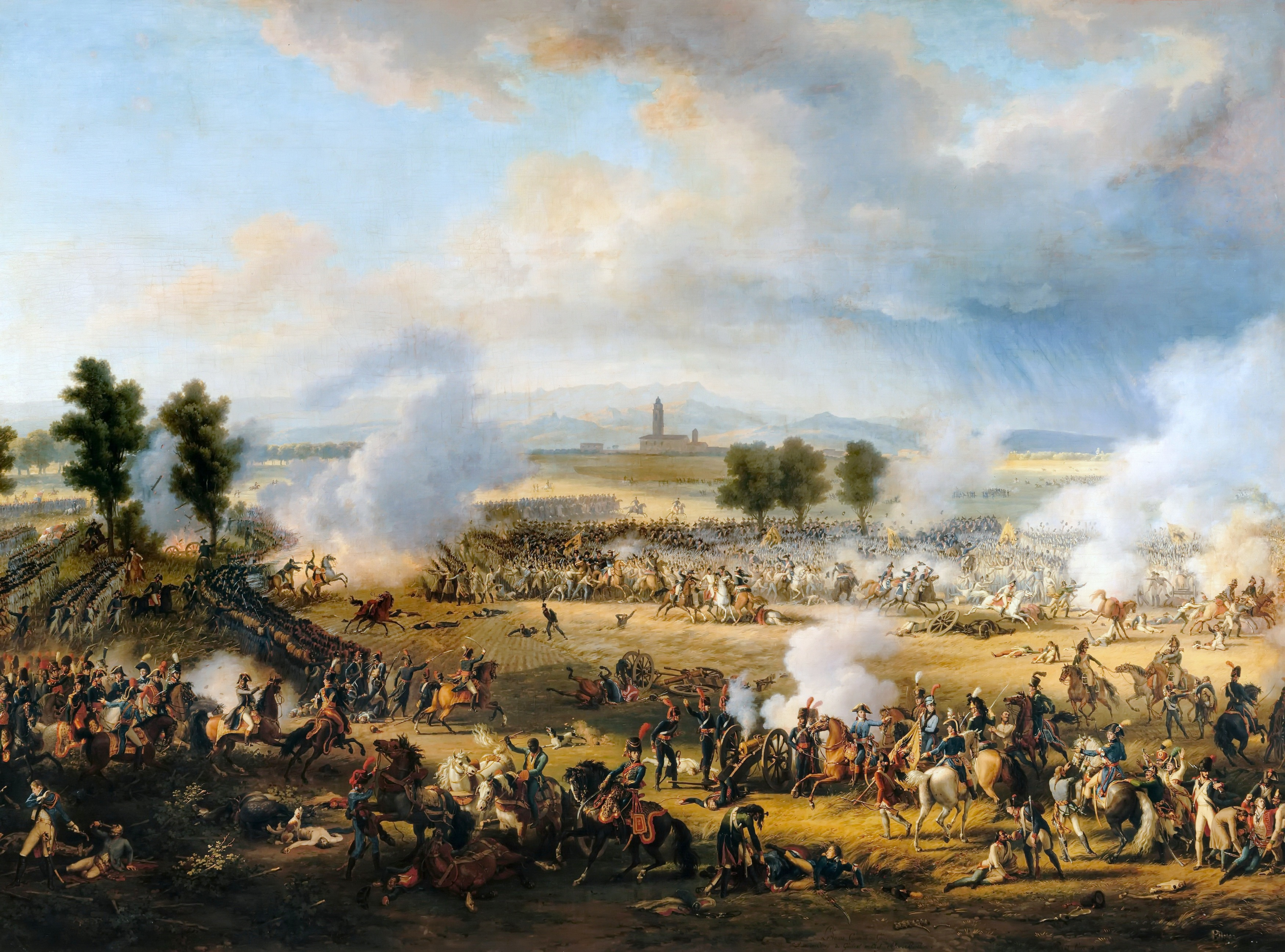
O'Reilly era occupato con un piccolo drappello francese quando scoppiò la crisi della battaglia di Marengo.

Il 14 giugno alla Battaglia di Marengo, Melas diede ad O'Reilly il comando di 3.000 uomini nell'ala destra. Queste unità sotto la sua guida includevano battaglioni del 4° Banater, del 5° Warasdiner-Kreutzer, del 3° Oguliner e del 2° Ottocaner di fanteria oltre ad una compagnia di cacciatori del reggimento Mariassy. Egli guidò anche un distaccamento di tre reggimenti di cavalleria, tre squadroni dell'8° ussari di Nauendorf, due squadroni del 5° ussari ed uno squadrone dell'8° dragoni Württemberg. Al pomeriggio del giorno 13, O'Reilly si trovava al villaggio di Marengo che Melas era intenzionato a difendere a tutti i costi per l'offensiva del giorno successivo. In contrasto con la sua strenua difesa di Casteggio, la performance di O'Reilly fu in questo caso debole e Victor prese Marengo dopo appena quattro ore di combattimento. La perdita del villaggio significò per l'esercito austriaco combattere sul medesimo terreno il giorno successivo.
La mattina del 14, l'avanguardia al comando del generale Johann Maria Philipp Frimont e la colonna destra di O'Reilly incontrarono la divisione francese del generale Gaspard Amédée Gardanne a bloccare il loro passo. Gli uomini di Gardanne, fermarono l'avanzata austriaca in soli 90 minuti, fatto che costrinse Melas a impiegare il grosso delle forze nell'attacco. Mentre il resto dell'armata era impegnato nel grosso dei combattimento presso Marengo, O'Reilly era occupato con 300 o 400 uomini al comando di Achille Dampierre che avevano occupato la cascina Stortigliona. Quando i difensori, sopraffatti per numero, si ritirarono verso sud, O'Reilly, "senza alcuna iniziativa" seguì Dampierre. Ignorando il fatto di avere ora il fianco sinistro esposto al nemico, la colonna destra dell'esercito austriaco diede la caccia alle forze di Dampierre verso cascina Bianca. Dampierre alla fine si arrese alle 19.00 dopo aver perso i due terzi dei suoi uomini. Quest'eroica quanto sconsiderata azione, valse a O'Reilly la croce di cavaliere dell'Ordine Militare di Maria Teresa il 18 agosto 1801.
Nel frattempo, Melas riuscì alla fine a rompere la linea francese a Marengo e riorganizzò le proprie forze. Alle 15.00 la colonna centrale di Konrad Valentin von Kaim si mise in moto, col fianco sinistro affidato a Ott e sugli altri fronti O'Reilly e Frimont. Alle 17.00 altre forze francesi riuscorono a compromettere il centro della colonna di Kaim. Nell'inseguimento che ne seguì, O'Reilly fu in grado abilmente di stabilirsi in una testa di ponte e coprì la ritirata della colonna di Ott in serata.

### Le guerre napoleoniche
Nel 1803, divenne proprietario del 3º reggimento cavalleggeri O'Reilly, posizione che mantenne sino alla propria morte. Il reggimento divenne particolarmente regiment became noted for its outstanding combat efficiency during the 1809 war.

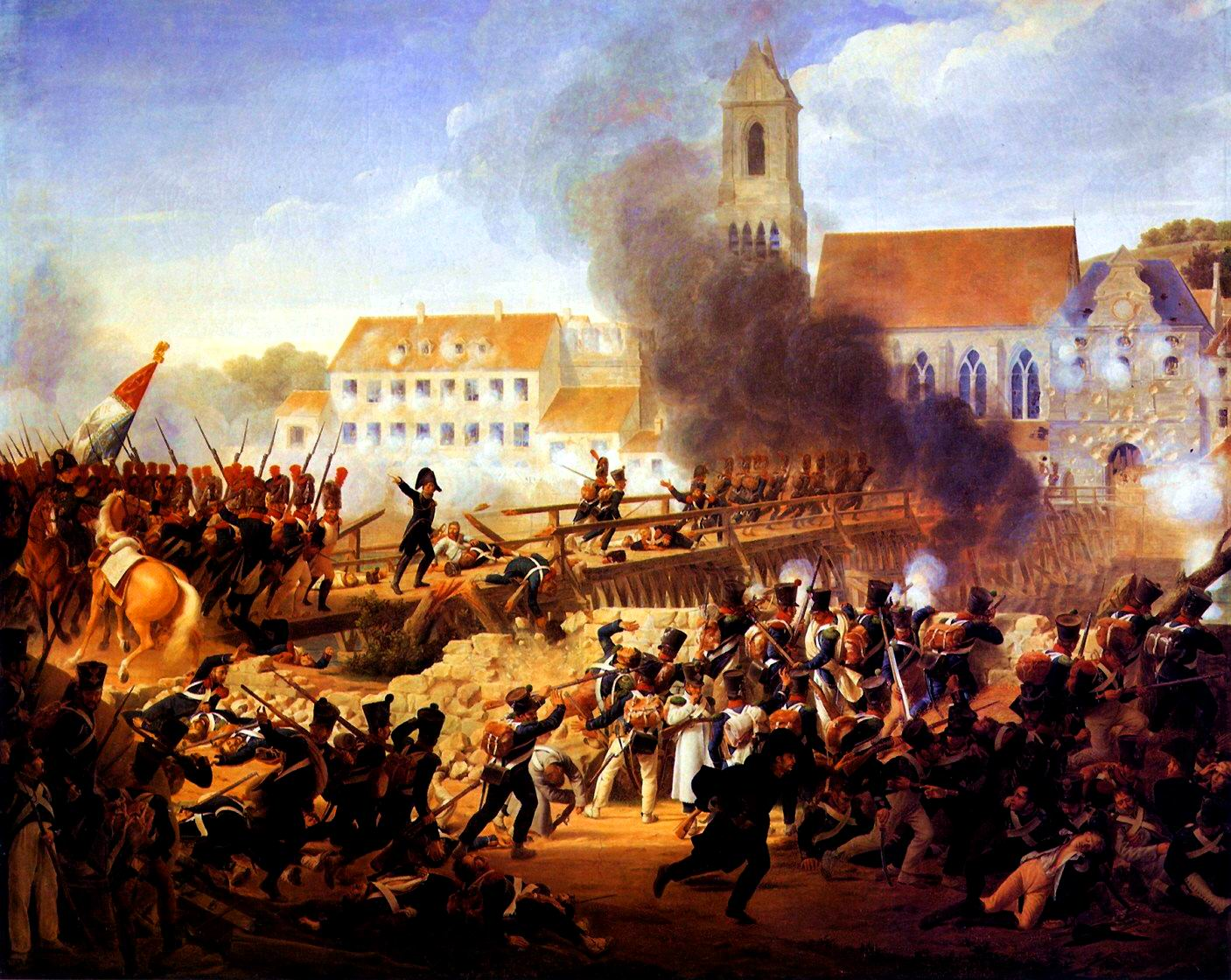
La sconfitta austriaca alla battaglia id Landshut lasciò Vienna esposta alla cattura francese

All'inizio della Guerra della Terza coalizione, O'Reilly guidò una divisione di cavalleria nell’Armee von Italien dell'arciduca Carlo d'Asburgo-Teschen. Sotto il suo comando ebbe il 1º reggimento cavalleggeri Kaiser e l'8º reggimento ussari Kienmayer per un totale di sedici squadroni. Nella Battaglia di Verona del 18 ottobre 1805, il conte Heinrich von Bellegarde guidò il suo corpo d'armata in supporto a Josef Philipp Vukassovich, la cui divisione era sotto attacco dei francesi. La divisione di O'Reilly venne poco coinvolta negli scontri. Alla Battaglia di Caldiero del 30 ottobre, la divisione di O'Reilly prese parte al contrattaccò che aiutò gli austriaci a ristabilire la loro linea. Per questa azione meritoria, ottenne la croce di commendatore dell'Ordine Militare di Maria Teresa il 28 maggio 1806.
Nella Guerra della Quinta coalizione, l'imperatore Napoleone I di Francia sconfisse Johann von Hiller nella Battaglia di Landshut del 21 aprile 1809 e l'arciduca Carlo nella Battaglia di Eckmühl il 22 aprile. Queste sconfitte lasciarono le forze di Hiller isolate e sottodimensionate sulla riva meridionale del Danubio. La ritirata di Hiller lasciò Vienna esposta alla cattura francese. Secondo gli accordi, all'arciduca Massimiliano d'Asburgo-Este venne chiesto di rimanere a Vienna con 35.000 uomini. O'Reilly comandò 14 battaglioni oltre a 6.000 cittadini armati. Altre forze tra cui una brigata e cinque battaglioni di granatieri erano al comando di Michael von Kienmayer; in aggiunta vi erano la divisione di Joseph Dedovich e quella di Armand von Nordmann e del barone Joseph von Mesko de Felsö-Kubiny. Dopo un primo bombardamento, l'inesperienza di Massimiliano portò ad un suo abbandono della capitale ed a O'Reilly venne ordinata la resa. L'arciduca non riuscì nel suo progetto di evacuazione e O'Reilly alla fine capitolò il 13 maggio con 2.000 uomini tra cui 13 generali, 17 ufficiali dello staff e 163 ufficiali d'esercito. Oltre a tutto ciò, i francesi catturarono 100 pezzi d'artiglieria ed una cassa militare con 4,5 milioni di gulden austriaci.
O'Reilly lasciò l'esercito il 7 gennaio 1810 dopo essere stato promosso al rango di generale di cavalleria e nominato poi ciambellano imperiale. Morì a Vienna il 5 luglio 1832, un mese prima del suo 90º compleanno.